# Kimi no naka de odoritai
Kimi no naka de odoritai (jap. 君の中で踊りたい) – drugi singel japońskiego zespołu B’z, wydany 21 maja 1989 roku. Jako jedyny singel promował drugi album zespołu OFF THE LOCK.
Utwór tytułowy został wykorzystany w zakończeniach TV dramy High Miss de warukatta ne! (jap. ハイミスで悪かったネ! Hai misu de warukatta ne!) stacji TBS.

## Lista utworów
| Nr | Tytuł                                              | Czas |
| -- | -------------------------------------------------- | ---- |
| 1. | „Kimi no naka de odoritai” (jap. 君の中で踊りたい) | 3:50 |
| 2. | „Safety Love”                                      | 4:10 |

## Muzycy
- Tak Matsumoto: gitara, kompozycja utworów
- Kōshi Inaba: wokal, teksty utworów
- Masao Akashi: aranżacja
- Nobuo Eguchi: perkusja (#1)